# División de Transporte Público Regional
La División de Transporte Público Regional (también conocido por su acrónimo, DTPR) es un organismo público chileno dependiente de la Subsecretaría de Transportes de Chile, encargado de la planificación, supervisión y administración de subsidios para los sistemas de transporte público, en sus diferentes modos y en sus diversos alcances geográficos, en todo el territorio nacional, con excepción de la provincia de Santiago, y comunas de Puente Alto y San Bernardo.

## Historia
El Ministerio de Transportes y Telecomunicaciones de Chile está encargado de asignar y fiscalizar los servicios de transporte en el país. La ley 20.378, promulgada en 2009, establece un mecanismo de subsidio para el transporte público de pasajeros, principalmente para estudiantes. Este subsidio se aplica de manera distinta en la Provincia de Santiago, San Bernardo y Puente Alto que en otras zonas geográficas del país, y está condicionado a la correcta prestación de los servicios de transporte.
El monto de subsidio es definido anualmente y es parte de un Programa de Apoyo al Transporte Regional (PATR), establecido por el Decreto 4 del Ministerio de Transportes y Telecomunicaciones en 2010, y que sufrió modificaciones en 2014. Este programa busca mejorar la conectividad y acceso al transporte público, especialmente en zonas aisladas y rurales, mediante distintos subsidios específicos y apoyos.
Con la creación del PATR, es en 2012 cuando se crea la División de Transporte Público Regional (DTPR) con el objetivo de fiscalizar y mejorar la calidad del transporte público en regiones, enfocándose en problemas de conectividad.

## Misión y visión
La misión de la división es «garantizar el desarrollo de sistemas de transporte accesibles, eficientes, seguros y sustentables, para contribuir a la integración territorial del país, favorecer el desarrollo social y económico y asegurar servicios con altos estándares, que mejoren la calidad de vida de los chilenos y chilenas».
Asimismo, su visión es «tener sistemas de transporte que garanticen el derecho a la movilidad y permitan el desarrollo integrado e inclusivo de nuestro país».

## Funciones
La División de Transporte Público Regional (DTPR) de la Subsecretaría de Transportes en Chile fue creada para abordar la necesidad urgente de mejorar y promover los servicios de transporte público en las regiones, en especial en áreas con problemas de conectividad. Actualmente, la DTPR cumple un rol de planificación, supervisión y administración de subsidios para los sistemas de transporte público, en sus diferentes modos y en sus diversos alcances geográficos, en todo el territorio nacional, con excepción de la provincia de Santiago, y comunas de Puente Alto y San Bernardo.
Los recursos otorgados por la Ley de Subsidio al Transporte Público (Ley 20.378) son esenciales para la DTPR. Permiten inversiones para la actualización del transporte público regional, incluyen subsidios para áreas aisladas, reducción de tarifas, renovación de buses e implantación de nueva infraestructura vial, impactando positivamente la calidad de vida de los ciudadanos en diversas regiones de Chile.

## Organización
La DTPR es una división del MTT y tiene su oficina central en Santiago, con un Jefe de División y 9 unidades funcionales que reportan a dicho jefe. Dentro de estas unidades, existen 25 grupos o unidades técnicas especializadas. Además del equipo central, hay equipos regionales en las capitales regionales; La DTPR en regiones cuenta con una oficina propia y el resto de los equipos regionales ocupan las oficinas de las Seremis. La DTPR tiene 99 colaboradores a nivel central y 103 en regiones, sumando un total de 202 personas.

## Sistema Regulado de Transporte Público Mayor
En 2013 se publica la Política Nacional de Transportes que presenta ámbitos de acción de distintos tipos de transportes, entre los que se destacan el Sistema Regulado de Transporte Público Mayor (SRTPM).
El SRTPM incluye todos los modos de transporte masivo de pasajeros en áreas urbanas y que son prioritarias para el Estado, priorizándose por la DTPR en áreas de alta densidad poblacional mediante asignación de espacios viales, inversión en planificación y mejoras de servicios. El desarrollo de estos servicios se realizará a través de tarifas preferenciales, optimización de infraestructura y vehículos, y programas de fidelización. Los sistemas de transporte diseñados promoverán la integración física y tarifaria, contando con la organización del transporte público menor como complemento del mayor. Los servicios serán ofrecidos por entidades privadas, pero estarán regulados, fiscalizados y, en ocasiones, subsidiados por el Estado para asegurar accesibilidad y calidad.
A marzo de 2025, se encuentran vigentes los siguientes SRTPM en Chile:
| Nombre                                                     | Región                         | Ciudad                         | Servicios | Detalles |
| ---------------------------------------------------------- | ------------------------------ | ------------------------------ | --- | --- |
| Castro Conectado                                           | Los Lagos                      | Castro                         | Lista de 5 servicios - 1A (Alto de Chiloé - Gamboa) - 1B (P. Neruda - Gamboa) - 2 (C. Henríquez - Nercón) - 3 (S. Allende - Centro) - 4 (G. Riveros - LlauLlao) | El sistema inició en abril de 2018. |
| Villarrica Te Mueve                                        | Araucanía                      | Villarrica                     | Lista de 7 servicios - 3A (Relún - Centro) - 3B (Relún - Centro) - 3C (Relún - Centro) - 4A (Nancul - Segunda Faja) - 4B (Nancul - Segunda Faja) - 3BY (Relún - Centro) - 3CY (Relún - Centro) | Inaugurado en septiembre de 2017, con una flota de 10 buses. |
| Red Punta Arenas de Movilidad                              | Magallanes y Antártica chilena | Punta Arenas                   | Lista de 8 servicios - 1 (Clínica UMG-Archipiélago de Chiloé) - 2 (Zona Franca-Villa Nelda Panicucci) - 5 (Zona Franca-Villa Mirador al Estrecho) - 6 (Clínica UMG-Archipiélago de Chiloé) - 8 (Clínica UMG-Archipiélago de Chiloé) - 9 (Clínica UMG-Villa Nelda Panicucci) - 6V (Clínica UMG-Archipiélago de Chiloé) - VH (Clínica UMG-Pueblos Unidos) | Sistema de transporte renombrado el 1 de octubre de 2020, integrando por 70 nuevos vehículos. |
| Sistema de Transporte Público de Tocopilla                 | Antofagasta                    | Tocopilla                      | Lista de 3 servicios - 201 (Pacífico Norte - Bellavista) - 201Y1 (Pacífico Norte - Bellavista) - 201Y2 (Bellavista - Pacífico Norte) | Conocido originalmente como Tocopilla Conectado que inició en noviembre de 2017, y dejó de operar en enero de 2019, el sistema reinicia sus operaciones el 19 de septiembre de 2020. En agosto de 2023 se anunció la licitación de 11 nuevos buses para el sistema de transporte.                                                  |
| Sistema de Transporte Público de Quintero-Puchuncaví       | Valparaíso                     | Quintero y Puchuncaví          | Lista de 5 servicios - Q01 (Aduana - Valparaíso - Horcón - Puchuncaví) - Q01N (Aduana - Valparaíso - Quintero) - Q02 (Horcón - Puchuncaví - Baquedano - Villa Alemana) - Q03 (Los Aromos- Puchuncaví - Camino al Rincón- Puchuncaví) - Q03V1 (Av. Principal- Puchuncaví - Camino al Rincón- Puchuncaví) | Lanzamiento del servicio ocurre el 29 de noviembre de 2019, renovando el sistema de pasajeros existente en la zona. |
| Sistema de Transporte Público de Calama                    | Antofagasta                    | Calama                         | Lista de 16 servicios - A (Huayquitina - Población Manuel Rodriguez) - AY1 (Huayquitina - Población Manuel Rodriguez) - AY2 (Huayquitina - Población Manuel Rodriguez) - B (Barrio Industrial - Caspana) - C (Huayquitina - El Peuco) - D (Barrio Industrial - Parque El Loa) - E (Barrio Industrial - Las Vegas) - F (Huayquitina - Kamac Mayu) - FY1 (Huayquitina - Kamac Mayu) - FY2 (Huayquitina - Kamac Mayu) - M (Barrio Industrial - Caspana) - T (Huayquitina - Almirante Grau) - X (Barrio Industrial - El Peuco) - Z (Huayquitina - El Manzano) - ZY1 (Huayquitina - El Manzano) - ZY2 (Huayquitina - El Manzano) | Ya existían servicios de rastreo de buses en 2015. La actual zona de servicios se haya activa desde marzo de 2020, En agosto de 2022 se instalaron las nuevas señaléticas de paraderos del sistema de transporte. Y es en agosto de 2023 que se anuncia la adquisición de 40 buses eléctricos para la flota de transporte público. |
| Quellón Conectado                                          | Los Lagos                      | Quellón                        | Lista de 2 servicios - 2 (Ruta San Antonio - Punta Lapas) - 2E (Ruta San Antonio - Centro) | |
| Sistema de Transporte Metropolitano de Valparaíso          | Valpaíso                       | Gran Valparaíso                | Lista de 140 servicios - 1 (Zona 1 - Zona 2) - 101 (Zona 9 - Zona 10) - 101d (Zona 11 - Zona 12) - 102 (Zona 15 - Zona 16) - 102d (Zona 13 - Zona 14) - 103 (Zona 17 - Zona 18) - 104 (Zona 19 - Zona 20) - 104d (Zona 21 - Zona 22) - 105 (Zona 23 - Zona 24) - 106 (Zona 27 - Zona 28) - 106d (Zona 25 - Zona 26) - 107 (Zona 31 - Zona 32) - 107d (Zona 29 - Zona 30) - 108 (Zona 33 - Zona 34) - 109 (Zona 35 - Zona 36) - 11 (Zona 13 - Zona 14) - 110 (Zona 37 - Zona 38) - 110d (Zona 39 - Zona 40) - 111 (Zona 41 - Zona 42) - 111d (Zona 43 - Zona 44) - 112 (Zona 45 - Zona 46) - 113 (Zona 49 - Zona 50) - 113d (Zona 47 - Zona 48) - 114 (Zona 51 - Zona 52) - 114d (Zona 53 - Zona 54) - 115 (Zona 55 - Zona 56) - 115d (Zona 57 - Zona 58) - 116 (Zona 255 - Zona 256) - 117 (Zona 61 - Zona 62) - 119 (Zona 259 - Zona 260) - 12 (Zona 15 - Zona 16) - 120 (Zona 63 - Zona 64) - 121 (Zona 65 - Zona 66) - 122 (Zona 67 - Zona 68) - 123 (Zona 69 - Zona 70) - 125 (Zona 71 - Zona 72) - 126 (Zona 261 - Zona 262) - 13 (Zona 17 - Zona 18) - 15 (Zona 1 - Zona 2) - 2 (Zona 3 - Zona 4) - 201 (Zona 73 - Zona 74) - 202 (Zona 75 - Zona 76) - 203 (Zona 77 - Zona 78) - 204 (Zona 79 - Zona 80) - 205 (Zona 81 - Zona 82) - 205c (Zona 83 - Zona 84) - 207 (Zona 85 - Zona 86) - 208 (Zona 87 - Zona 88) - 209 (Zona 89 - Zona 90) - 21 (Zona 1 - Zona 2) - 210 (Zona 91 - Zona 92) - 211 (Zona 93 - Zona 94) - 212 (Zona 97 - Zona 98) - 212y (Zona 95 - Zona 96) - 213 (Zona 99 - Zona 100) - 214 (Zona 101 - Zona 102) - 215 (Zona 103 - Zona 104) - 216 (Zona 105 - Zona 106) - 217 (Zona 107 - Zona 108) - 22 (Zona 3 - Zona 4) - 23 (Zona 5 - Zona 6) - 24 (Zona 7 - Zona 8) - 301 (Zona 109 - Zona 110) - 302 (Zona 111 - Zona 112) - 303 (Zona 113 - Zona 114) - 304 (Zona 115 - Zona 116) - 305 (Zona 117 - Zona 118) - 306 (Zona 119 - Zona 120) - 307 (Zona 123 - Zona 124) - 307d (Zona 121 - Zona 122) - 308 (Zona 125 - Zona 126) - 309 (Zona 127 - Zona 128) - 4 (Zona 5 - Zona 6) - 401 (Zona 129 - Zona 130) - 402 (Zona 131 - Zona 132) - 403 (Zona 133 - Zona 134) - 404 (Zona 135 - Zona 136) - 405 (Zona 137 - Zona 138) - 406 (Zona 139 - Zona 140) - 407 (Zona 141 - Zona 142) - 409 (Zona 143 - Zona 144) - 410 (Zona 145 - Zona 146) - 411 (Zona 147 - Zona 148) - 412 (Zona 149 - Zona 150) - 5 (Zona 7 - Zona 8) - 501 (Zona 151 - Zona 152) - 503 (Zona 153 - Zona 154) - 504 (Zona 155 - Zona 156) - 505 (Zona 157 - Zona 158) - 506 (Zona 159 - Zona 160) - 507 (Zona 161 - Zona 162) - 508 (Zona 163 - Zona 164) - 509 (Zona 165 - Zona 166) - 510 (Zona 167 - Zona 168) - 511 (Zona 169 - Zona 170) - 512 (Zona 171 - Zona 172) - 513 (Zona 173 - Zona 174) - 514 (Zona 175 - Zona 176) - 515 (Zona 177 - Zona 178) - 516 (Zona 257 - Zona 258) - 517 (Zona 179 - Zona 180) - 520 (Zona 181 - Zona 182) - 521 (Zona 183 - Zona 184) - 522 (Zona 185 - Zona 186) - 601 (Zona 187 - Zona 188) - 602 (Zona 189 - Zona 190) - 602y (Zona 191 - Zona 192) - 603 (Zona 193 - Zona 194) - 604 (Zona 195 - Zona 196) - 605 (Zona 197 - Zona 198) - 606 (Zona 199 - Zona 200) - 606y (Zona 201 - Zona 202) - 607 (Zona 203 - Zona 204) - 608 (Zona 205 - Zona 206) - 609 (Zona 207 - Zona 208) - 610 (Zona 209 - Zona 210) - 611 (Zona 211 - Zona 212) - 611y (Zona 213 - Zona 214) - 612 (Zona 215 - Zona 216) - 613 (Zona 217 - Zona 218) - 701 (Zona 219 - Zona 220) - 702 (Zona 221 - Zona 222) - 703 (Zona 223 - Zona 224) - 704 (Zona 225 - Zona 226) - 705 (Zona 227 - Zona 228) - 706 (Zona 229 - Zona 230) - 707 (Zona 231 - Zona 232) - 8 (Zona 9 - Zona 10) - 801 (Zona 233 - Zona 234) - 802 (Zona 235 - Zona 236) - 9 (Zona 11 - Zona 12) - 901 (Zona 239 - Zona 240) - 901n (Zona 237 - Zona 238) - 902 (Zona 241 - Zona 242) - 902n (Zona 243 - Zona 244) - 903 (Zona 245 - Zona 246) - Q01 (Zona 247 - Zona 248) - Q02 (Zona 249 - Zona 250) - Q03 (Zona 251 - Zona 252) - Q03V (Zona 253 - Zona 254) | Existirá un proceso de transición del nombre hacia Red Valparaíso de Movilidad en 2025. |
| Sistema de Transporte Público de Antofagasta               | Antofagasta                    | Antofagasta                    | Lista de 30 servicios - 102 (Amatista - El Huáscar) - 103 (El Coigue - El Huáscar) - 104 (Av. Huamachuco - El Huáscar) - 107 (Oficina Anita - Universidad de Antofagasta) - 108 (Oficina Anita - Llanquihue) - 109 (Pedro Aguirre Cerda - El Huáscar) - 110 (Héroes de la Concepción - Llullaillaco) - 111 (Sierra Nevada - Santa Marta) - 112 (Félix García - Juana Saavedra) - 114 (Héroes de la Concepción - Antilhue) - 119 (El Záfiro - Universidad de Antofagasta) - 121 (Los Topácios - El Huáscar) - 129 (Aguas Calientes - Universidad de Antofagasta) - 102Y1 (Pedro Aguirre Cerda - El Huáscar) - 102Y2 (Argentina - Amatista) - 103N (El Huáscar - Rotonda Pérez Zujovic) - 103N2 (El Huáscar - Av. Huamachuco) - 103Y1 (Pedro Aguirre Cerda - El Huáscar) - 103Y2 (Angamos - El Coigue) - 104Y1 (14 de Febrero - Av. Huamachuco) - 104Y2 (Av. Huamachuco - El Huáscar) - 107Y1 (Andrés Sabella - Oficina Anita) - 108Y1 (OscarBonilla - Llanquihue) - 108Y2 (Sucre - Oficina Anita) - 110N (Llullaillaco - Ignacio Carrera Pinto) - 111N (Santa Marta - Oficina Petronila) - 114N (Héroes de la Concepción - Antilhue) - 114Y1 (Zenteno - Héroes de la Concepción) - 114Y2 (Héroes de la Concepción - Universidad de Antofagasta) - 129Y1 (Universidad Católica del Norte - Aguas Calientes) | |
| Sistema de Transporte Público Iquique-Alto Hospicio        | Tarapacá                       | Iquique y Alto Hospicio        | Lista de 21 servicios - 1 (Terminal El Boro - Avenida Arturo Prat Chacón) - 4 (Terminal Bajo Molle - Obispo Labbé) - 5 (Terminal Bajo Molle - Obispo Labbé) - 7 (Terminal Bajo Molle - Barros Arana) - 9 (Terminal Bajo Molle - Obispo Labbé) - 10 (Terminal Bajo Molle - ZOFRI) - 12 (Terminal Bajo Molle - ZOFRI (Colón)) - 17 (Terminal Bajo Molle - Obispo Labbé) - 18 (Terminal Bajo Molle - Patricio Lynch) - 33 (Terminal El Boro - Lider Sur Iquique) - 94 (El Boro - Tarapacá) - 121 (Terminal El Boro - Avenida Arturo Prat Chacón) - 400 (Terminal El Boro - Avenida Arturo Prat Chacón) - 500 (Terminal El Boro - Sector Villa Santa Rosa) - 600 (Terminal El Boro - Playa Brava - Genaro Gallo) - 121C (Cárcel - Avenida Arturo Prat Chacón) - 1A (Terminal El Boro - ZOFRI) - 1B (Terminal Santa Rosa - Avenida Arturo Prat Chacón) - 1C (Terminal Santa Rosa - ZOFRI (Colón)) - 3Z (Terminal El Boro - Hospital Alto Hospicio) - APB (Terminal Bajo Molle - Alto Playa Blanca) | |
| Sistema de Transporte Público de Valdivia                  | Los Ríos                       | Valdivia                       | Lista de 10 servicios - 1 (Collico - Guacamayo) - 2 (El Arenal - Pedro Montt) - 3 (Llancahue - Guacamayo) - 4 (Las Gaviotas - Isla Teja) - 5 (Balmaceda (Terminal) - Centro) - 9 (Guacamayo (Terminal) - Los Robles) - 11 (Población San Pedro - Centro) - 20 (Niebla - Valdivia) - 22 (Camino EL Arenal km 2 (Terminal) - Centro) - 20V (Villa Gaililea - Universidad Austral de Chile) | |
| Sistema de Transporte Público de Linares                   | Maule                          | Linares                        | Lista de 7 servicios - 1A (Población Las Camelias - Población Fontana) - 1B (Población Las Camelias - Las Tranqueras) - 2A (Sector Cementerio - Población Oscar Bonilla) - 3A (Sector Cementerio - Población Quiñipeumo) - 4A (Población Carlos Camus - Villa Nemesio Antúnez) - 4D (Ruta L - 45 - Villa Pablo Neruda) - 4E (Población Don Bosco - Villa Pablo Neruda) | |
| Sistema de Transporte Público de Chillán y Chillán Viejo   | Ñuble                          | Chillán y Chillán Viejo        | Lista de 13 servicios - 1 (Huape - Villa San Sebastián) - 2 (Sector Río Viejo - Población Santa Elvira) - 3 (Baquedano - Villa Emanuel) - 4 (Río Viejo - IANSA - FRUSUR) - 6 (Diagonal Monterrico - Islas del Sur) - 7 (Camino Las Mariposas km 14 - Camino Parque Lantaño) - 8 (Av. Alonso de Ercilla 2787 - Del Rosario esquina Angel Parra) - 10 (Camino Las Mariposas - Villa Barcelona) - 13A (Conde del Maule - Cerro Leon con El Nevado) - 13B (Universidad del Bío-Bío - Conde del Maule) - 13BV (Cerro Leon con El Nevado - Universidad del Bío-Bío) - 14 (Camino a San Bernardo km 3 - Matta esquina Zañartu) - 14Y1 (Los Espinos - Camino a San Bernardo km 3) | Anexo:Transporte público de Chillán |
| Sistema de Transporte Público de Osorno                    | Los Lagos                      | Osorno                         | Lista de 12 servicios - 1A (5to Centenario - Av. Diego de Almagro) - 1B (5to Centenario - ULA) - 1C (5to Centenario - Tec. ULA) - 1D (5to Centenario - ULA) - 2A (5to Centenario - Tec. ULA) - 2B (5to Centenario - ULA) - 3 (Rahue - Tec. ULA) - 3A (Rahue - Tec. ULA) - 4 (Rahue - ULA) - 5 (Ovejería Bajo - Tec. ULA) - 7 (Kolbe - Francke) - 7A (Kolbe - Hospital - Francke) | |
| Sistema de Transporte Público Buin-Paine                   | Metropolitana                  | Buin y Paine                   | Lista de 15 servicios - R600 (Maipo - Villaseca - San Borja) - R600Y (Villaseca - San Borja) - R601 (Maipo - San Borja) - R601Y (Maipo - San Borja) - R602 (Calera De Tango - La Paz) - R603 (Calera De Tango - La Paz) - R604 (Viluco - La Paz) - R605 (Bajos De Matte - La Paz) - R606 (Maipo - La Paz) - R607 (Alto Jahuel - La Paz) - R608 (Campusano - La Paz) - R609 (Viluco - La Paz) - R610 (Huelquen - La Paz) - R611 (Alto Jahuel - Plaza Oeste) - R612 (Bajos De Matte - Eim Lo Ovalle) | |
| Sistema de Transporte Público Limache-Olmué                | Valparaíso                     | Limache y Olmué                | Lista de 18 servicios - 01 A Narváez (Estación Limache, Metro, Plaza Olmué, Rosa Agustina, Av. Granizo P-45, La Campana) - 02 A Cajón Grande (Estación Limache, Metro, Plaza Olmué, Av. Granizo P-40) - 03 A J. Egaña (Estación Limache, Metro, Pza. 40 Horas, Av. República, Orval, 18 De Septiembre) - 04 A Gabriela Mistral (Estación Limache, Metro, Plaza Olmué, Av. Granizo P-34) - 05 A Estación Limache (Metro, Pelumpen, Las Cruces, 4 Esquinas, Av. República, Metro) - 06 A 18 de Septiembre (Estación Limache, Metro, Urmeneta, Independencia, Andrés Bello, Cesfam) - 07 A Limachito (Hospital, Lenox, Villa Queronque, Bueras, Cesfam) - 08 A Los Laureles (Estación Limache, Metro, Embalse Los Aromos) - 09 A Santa Rosa (Av. República, Trinidad) - 09 A Estación Limache (Trinidad, Av. República, Metro) - 11 A Lliu - Lliu (18 Sept. - Angamos, Av. República - 4 Esquinas) - 11 A Estación Limache (Av. República, 4 Esquinas, 18 Sept. – Angamos, Los Leones - La Cuncuna) - 12 A Maitenes Alto (Estación Limache, Metro, Paradero - 6) - 13 A La Paloma (Estación Limache, Metro, Paradero - 8) - 21 A El Almendral (Estación Limache, Metro, Plaza Olmué, Rosa Agustina, Av. Granizo P-45, La Campana) - 22 A Camarico (Estación Limache, Metro, Plaza Olmué, Pelumpen, Quebrada Alvarado, La Dormida) - 23 A La Vega (Estación Limache, Metro - Plaza Olmué, Pelumpen, Quebrada Alvarado, La Dormida, Camarico) - 24 A Las Palmas (Estación Limache, Metro, Plaza Olmué, Pelumpen, Quebrada Alvarado, Niño Dios) | Sistema integrado al sistema de transporte del Tren Limache-Puerto. |
| Sistema de Transporte Público de Tomé                      | Biobío                         | Concepción y Tomé              | Lista de 4 servicios - 401 (Tomé - Concepción) - 411 (Dichato - Concepción) - 421 (Av. Estadio - Concepción) - 401Y (Bellavista Tomé - Concepción) | Implementado desde marzo de 2022. |
| Sistema de Transporte Público del Concepción Metropolitano | Biobío                         | Gran Concepción                | Lista de las 36 unidades de negocio, y cantidad de servicios - 02 Buses Hualpensán (4 servicios) - 10 Vía Láctea (6 servicios) - 11 Vía Futuro (3 servicios) - 12 Nueva Sotrapel (2 servicios) - 13 Vía Siglo XXI (1 servicio) - 14 Chiguayante Sur (2 servicios) - 16 Vía Universo (2 servicios) - 17 Expresos Chiguayante (3 servicios) - 18 Buses Palomares (1 servicio) - 20 Nueva Llacolén (4 servicios) - 21 Riviera Biobío (1 servicio) - 22 San Pedro (5 servicios) - 23 San Pedro del Mar (5 servicios) - 24 San Remo (2 servicios) - 30 Ruta Las Playas (4 servicios) - 31 Ruta del Mar (1 servicio) - 32 Buses Ruta del Mar (2 servicios) - 40 Las Golondrinas (2 servicios) - 41 Buses Mini Verde (2 servicios) - 42 Mini Buses Hualpencillo (2 servicios) - 50 Buses Campanil - Ruta Las Playas (2 servicios) - 52 Buses Géminis Sur (1 servicio) - 56 Buses Base Naval (1 servicio) - 60 Buses Tucapel (3 servicios) - 62 Mi Expreso (2 servicios) - 63 Rengo Lientur (4 servicios) - 65 Buses Cóndor (3 servicios) - 70 Las Bahías (3 servicios) - 71 Buses Puchacay (1 servicio) - 72 Pedro de Valdivia (2 servicios) - 80 Las Galaxias (3 servicios) - 81 Vía del Sol (1 servicio) - 90 Nueva Sol Yet (2 servicios) - B0 Biobús (2 servicios) | Implementado desde el 1 de enero de 2024, a partir de la anterior licitación de uso de vías del Gran Concepción del 2002. En paralelo, se implementará entre 2025 y 2026 los servicios de Red Concepción de Movilidad. |
| Sistema de Transporte Público de Puerto Montt              | Los Lagos                      | Puerto Montt                   | s.i. | Las condiciones comenzaron las negociaciones en 2014, y fue anunciado el 4 de enero de 2024; se espera una flota total de 390 buses e incluye al Tren Llanquihue-Puerto Montt. Inició sus operaciones el 12 de abril. |
| Red Colina de Movilidad                                    | Metropolitana                  | Colina                         | Dos recorridos: R230 y R232 | Inaugurado en 2025 |
| Red Coquimbo-La Serena de Movilidad                        | Coquimbo                       | Conurbación La Serena-Coquimbo | Dos recorridos: E01 y E02 | Inaugurado en 2024 |

Otros sistemas de transporte que no tienen relación con el SRTPM son el Trans O'Higgins en Rancagua, el transporte público de Talca y Temuco Te Mueve.